# Jan Lekan
Јan Andrе Lekan (originalno pisano Le Cun;] rođen 8. jula 1960) je francusko-američki informatičar koji prvenstveno radi u oblastima mašinskog učenja, kompjuterskog vida, mobilne robotike i računarske neuronauke. On je tzv. srebrni profesor Instituta za matematičke nauke Kurant na Univerzitetu u Njujorku i potpredsednik, glavni AI naučnik u Meti.
Poznat je po svom radu na optičkom prepoznavanju karaktera i kompjuterskom vidu pomoću konvolucionih neuronskih mreža (CNN). On je takođe jedan od glavnih kreatora DjVu tehnologije kompresije slike (zajedno sa Leonom Botuom i Patrikom Hafnerom). On je zajedno sa Leonom Botuom razvio programski jezik Laš.
Godine 2018, Lekan, Jošua Benioo i Džefri Hinton su dobili Tjuringovu nagradu za svoj rad na dubokom učenju. Njih trojica se ponekad nazivaju „Kumovima veštačke inteligencije“ i „Kumovima dubokog učenja“.

## Spoljašnje veze
- Yann LeCun's personal website
- Yann LeCun's lab website at NYU
- Yann LeCun's website at Collège de France
- Yann LeCun's List of PhD Students
- Yann LeCun's publications
- Convolutional Neural Networks
- DjVuLibre website
- Lush website
- AMA: Yann LeCun (self.MachineLearning) www.reddit.com Ask Me Anything : Yann LeCun
- IEEE Spectrum article
- Technology Review article Архивирано на веб-сајту  (15. децембар 2015)